# Christian Noboa
Christian Fernando Noboa Tello (Guayaquil, 1985. április 9. –) ecuadori labdarúgó, az Emelec középpályása.

## Sikerei, díjai
- Rubin Kazany
  - Orosz bajnokság: 2008, 2009
  - Orosz szuperkupa: 2010

- Zenyit
  - Orosz bajnokság: 2018-19